# Merionoedopsis brevipennis
Merionoedopsis brevipennis là một loài bọ cánh cứng trong họ Cerambycidae.